# I Barrittas
I Barrittas, e poi I Barritas, sono stati un gruppo musicale beat italiano formato nel 1962 a Oristano e attivo fino al 1971.

## Storia

### 1961-1963: origini e formazione
I Barrittas nacquero tra Oristano e Santa Giusta nel 1961 dapprima con il nome Gli Assi, poi I Visconti e quindi Aces, per arrivare alla fine del 1962 al nome I Barrittas, dal sardo barrita, che vuol dire berretto, riferito al tipico copricapo del costume tradizionale sardo chiamato appunto berrita. Il nome venne adottato quando entrò nel gruppo l'ex fantasista di circo Benito Urgu, il cui soprannome era appunto barrita per il suo vecchio cappello di scena.
In questo periodo portarono per l'isola il loro concerto dai forti toni cabarettisti e teatrali, in cui alternavano brani dal suono e dal sapore americaneggiante come Gambale Twist o Whisky, Birra e Jonnikola (quest'ultima venne cantata a Masullas durante la festa paesana) gag di vita paesana interpretate in costume. 

### 1964-1965: I Barritas e la Ariel
La vittoria al concorso Arpa d'argento della città di Ozieri li portò a ottenere un contratto con la casa discografica Ariel di Gaetano Pulvirenti e nel 1964 debuttarono con il loro primo singolo, Cambale twist, seguito dopo poche settimane dal secondo 7", questa volta cantato in lingua sarda e intitolato Ziu Paddori. Il 7" riportava in copertina la scritta "sponsorizzato dalla Vernaccia Sardinian Gold, il miglior vino del mondo".
Nel 1965, cosa inusuale e segno di grande fiducia dell'etichetta discografica, pubblicarono il loro primo album omonimo che racchiudeva le canzoni composte nei primi anni di carriera e poi una serie di singoli, alcuni in lingua sarda, di genere beat, brani originali country-western come Arizona o Gennargentu o dal sapore più sentimentale come Filo di seta, ma anche, come era abitudine all'epoca, cover di canzoni inglesi e americane tradotte in italiano, tra cui riscossero un certo successo Mi appartieni ancora (Go Now dei Moody Blues), Rhonda, aiuto (Help me Rhonda dei Beach Boys) e una versione di Sunshine of Your Love dei Cream (in italiano Ritorno da te) con un arrangiamento rock vicino all'originale, registrata da Antonello Salis, Mariolino Paliano, Benito Urgu, Antonio e Giulio Albano e Giuseppe Miscali. Nel 1965 parteciparono poi al film Su e giù di Mino Guerrini, scrivendone anche il tema musicale principale.
Nel frattempo si esibirono con successo in tutta Italia.

### 1966-1967: I Barritas e la "Messa beat"
Nel 1966 vennero coinvolti dal maestro Marcello Giombini (che aveva già collaborato in precedenza con loro, firmando la musica della canzone Su e giù, sul loro terzo singolo) nella realizzazione della prima Messa beat italiana, eseguita in prima assoluta nella cappella Borromini a Roma la sera del 27 aprile 1966 alla presenza di un foltissimo pubblico e dei mass media, compresa una troupe televisiva della Rai. Il disco, tratto dall'esibizione e inciso insieme ai The Bumpers e Angel and the Brains, diventerà un album cult, tuttora molto ricercato dai collezionisti. I loro brani dell'album furono anche riproposti nel singolo Gloria (Ariel, 1966). Le sonorità delle messe e delle registrazioni anticipavano così tematiche e sonorità mistiche tipiche della musica psichedelica che l'anno dopo divennero celebri in tutto il mondo con Messa in fa minore degli Electric Prunes. 
Nel 1967 I Barrittas lasciarono la Ariel per firmare con la Bluebell Records e incidere il singolo Filo di seta/Se io ti regalo un fiore (Gimme Little Sign) e Dusu amigusu.

### 1968-1971
Nel 1969 I Barrittas realizzarono una nuova versione della "messa beat" che venne anche tradotta in inglese e pubblicata negli Stati Uniti dall'etichetta newyorkese Avantgarde Music, con la produzione di Clay Pitts.
Negli anni successivi pubblicarono altre cover come Al ristorante (Sea Of Joy dei Blind Faith), dopodiché si sciolsero nei primi anni settanta. Dalle loro ceneri nacquero i Salis & Salis, che si inserirono nel progressive-folk italiano, mentre il cantante Benito Urgu intraprese la carriera di cabarettista.
Il gruppo si è riunito nell'ultima puntata de I migliori anni per cantare Gambale Twist.

## Formazione
- Benito Urgu - voce solista
- Antonio Albano - chitarra solista
- Giulio Albano - basso (1962-1964)
- Francesco Salis - chitarra ritmica (1965-1971)
- Antonio Salis - basso (1964-1971)
- Antonello Cocco - batteria (1965-1968, 1971)
- Guido Cocco - tastiere (1965-1968, 1971)
- Giuseppe Miscali - chitarra (1965-1971)
- Antonello Salis - tastiere (1968-1971)
- Mario Paliano - batteria  (1968-1971)

## Discografia

### Album in studio
- 1965 - I Barrittas
- 1966 - Sardegna mia
- 1968 - La messa dei giovani
- 1969 - The Mass for Peace (come The Berets)

### Album dal vivo
- 1966 - La messa dei giovani (con Angel and the Brains e The Bumpers)

### Raccolte
- 1997 - I Barritas
- 2007 - Sa pacchia

### Singoli
- 1964 - Gambale twist/Whisky, birra e Johnny Cola
- 1964 - Ziu Paddori/La ballata di Efisineddu
- 1965 - Su e giù/L'anellino
- 1965 - Angelo rosso/È colpa mia
- 1965 - Mi seu fattu ai sposu/Arizona
- 1965 - A Rhonda, aiuto!/Tabù
- 1965 - Sardegna mia/Ora ho capito
- 1965 - Non uccidere/L'anellino
- 1966 - Gloria (Gloria al Signore)/Agnus Dei (Agnello di Dio)
- 1967 - Dusu amigusu/Su stracu
- 1967 - Filo di seta/Se io ti regalo un fiore (Gimme Little Sign)
- 1968 - Sanctus/Agnus Dei
- 1968 - Non uccidere/Introito
- 1968 - Ho bisogno di te/Proprio stasera
- 1970 - Ritorno da te/Al ristorante
- 1970 - Whisky, birra e Jonnikola/Gambale twist
- 1974 - La porsea

### Collaborazioni
- 2020 - Benito Urgu - La porsea